# Hogesnelheidslijnen in Frankrijk

Lijnennet TGV in november 2017. Blauwe lijn = LGV, zwarte lijn = TGV over normale spoorlijn, Rode lijn = LGV buiten Frankrijk, Grijze lijnen = Overige lijnen, Stippellijn = In Bouw

De hogesnelheidslijnen in Frankrijk (in het Frans ligne à grande vitesse (LGV) genoemd) vormen een stervormig net van hogesnelheidslijnen, waar de TGV's van de SNCF en op sommige lijnen ook haar concurrenten Trenitalia en Renfe rijden, met snelheden tot 320 km/u. De lijnen worden ook wel Ligne Nouvelle (LN) genoemd en zijn genummerd in volgorde van opening.
Vanuit Parijs gaat een stervormig netwerk naar (bijna) alle richtingen van het land. Daarnaast loopt een gedeeltelijke ringspoorlijn ten oosten van Parijs – Interconnexion Est genaamd – met haltes bij luchthaven Charles de Gaulle en Disneyland Parijs, die de lijnen met elkaar verbindt. Hiermee zijn directe verbindingen mogelijk tussen het noorden van Frankrijk en de overige delen van het land zonder Parijs aan te doen. De laatste uitbreiding van het net vond plaats in 2017 met de opening van de LN9, LN10 en van de CNM (Nîmes-Montpellier).

## Gebruik door hogesnelheidstreinen
In 2006 werden op het LGV-netwerk 83 miljoen passagiers vervoerd.
De belangrijkste gebruiker van de LGV's is het Franse spoorbedrijf SNCF. Die heeft daarnaast op grensoverschrijdende trajecten ook dochterondernemingen (Thalys, Eurostar, TGV Lyria) actief, of rijdt haar TGV-treinen in een commercieel akkoord alternerend met Duitse ICE-treinen, en met Spaanse AVE-treinen (naar Barcelona).
Concurrentie op de Franse hsl-net kwam er vanaf december 2021, toen het Italiaanse Trenitalia tweemaal daags een Frecciarossa-hogesnelheidstrein in open-access liet rijden tussen Parijs en Lyon, en verder naar Turijn en Milaan (reisduur 6 uur 41 minuten). Daarmee start een concurrentieslag, zowel op prijs als op comfortniveau. De SNCF was overigens voordien ook zelf al de concurrentie aangegaan, maar dan op het Spaanse hsl-net, met haar budget-dochter Ouigo.
De dienstregeling op de LGV's is voornamelijk georiënteerd op Parijs. Vanuit Parijs vertrekken treinen die geheel of gedeeltelijk gebruikmaken van de LGV's; op deze trajecten zijn de meeste treinen non-stop. De treinen maken gebruik van de diverse aftakkingen van de lijnen. Na de aftakking wordt verder gereden over conventionele lijnen en zijn er stops in diverse steden. Op deze wijze worden clusters van bestemmingen bediend, verdeeld door het land. Dit patroon is te herkennen aan de boomstructuur op de naastgelegen netwerkkaart. De afstand van Parijs naar het cluster wordt bijzonder snel afgelegd via de LGV. Dit in tegenstelling tot de ICE in Duitsland, die op veel regelmatiger afstand haltes heeft.
Op de grote drukke verbindingen wordt gestreefd te rijden op klokvaste patroontijden, maar in het algemeen zijn zulke gecadanceerde treinen zeldzaam in Frankrijk. Op veel LGV-lijnen bestaan er "travaux blanc"-uren overdag, waarop geen enkele trein mag rijden vanwege onderhoud en inspectie van de sporen. Daarnaast zijn de LGV's ook 's nachts gesloten; nachttreinen in Frankrijk zijn klassieke treinen (in tegenstelling tot nacht-ICE's in Duitsland).
Door de relatief hoge rijpadvergoedingen per trein, en de beperkte sturing van de centrale overheid, is er een duidelijke tendens in Frankrijk om op de LGV's met behulp van yield management bij voorkeur goedgevulde dubbeldeks-hogesnelheidstreinen te laten rijden waar en wanneer er vraag is, en de minder populaire trajecten/tijdstippen niet te bedienen. Nog een kenmerk is de segmentatie: een budgettrein (Ouigo) en een luxere InOui zijn twee aparte treinen, in plaats van twee of meer klassen op elke trein, en dat betekent dus minder tijdstippen op een dag waarop jouw gewenste comfortklasse rijdt.
Door deze redenen is het in Frankrijk relatief moeilijk om een goed treintraject samen te stellen dat steunt op overstappen of tussen minder populaire regio's van het land, Het is wel gemakkelijk om vanuit Parijs snel en rechtstreeks naar de grote Franse steden te reizen. Het streven is om de reizigers voor bijna alle populaire bestemmingen rechtstreekse TGV's aan te bieden, al is het maar 1 of 2 keer per dag. Overstappen van TGV op TGV wordt ontmoedigd. Wel wachten de lokale treinen meestal om de aansluiting te verzekeren van de TGV, maar niet omgekeerd.

## Kenmerken
De TGV's rijden ook op "klassieke" spoorlijnen (met maximale snelheden van 220 km/u of lager). Hierdoor was het niet nodig de LGV's door te trekken naar de stadscentra; meestal houdt de lijn buiten de stad op en rijdt de TGV over oude lijnen verder naar het station in het centrum. Wel zijn er op de lijnen diverse "weilandstations" (station TGV Haute Picardie, station Lorraine TGV...) gebouwd met een regionale functie, voorzien van grote parkeerterreinen. Dit leidt soms tot kritiek: na de opening van het station Avignon TGV kwamen er veel minder treinen in het station in het centrum van de stad, terwijl reizigers er vaak langer over doen om het veraf gelegen TGV-station te bereiken. Vaak worden spoorlijnen geëlektrificeerd om grote bestemmingen bereikbaar te maken voor de TGV.
De LGV's zijn in de regel exclusief bestemd voor hogesnelheidstreinen, in tegenstelling tot landen als Duitsland, Nederland en België waar er na een hogesnelheidstrein op een hsl ook een klassieke trein aan bijvoorbeeld 160 of 200 km/u kan rijden. De lijnen kennen zeer grote boogstralen van minimaal 3250 meter. Wel zijn er steilere hellingen te vinden dan op reguliere spoorlijnen. Dit is mogelijk vanwege het weren van zware goederentreinen; die worden echter wel op nieuwere lijnen toegelaten. Verdere specifieke eigenschappen voor een LGV zijn de grotere afstand tussen beide sporen, en het ontbreken van overwegen en spoorwegkruisingen. Bijna alle aftakkingen zijn gebouwd als zogenaamde vrije kruisingen waardoor afbuigende treinen het tegemoetkomende spoor niet hoeven te kruisen maar daar via een tunnel of viaduct respectievelijk onderdoor en overheen gaan.
De spanning op de bovenleiding is 25 kV 50 Hz wisselstroom. Deze hoge spanning maakt het mogelijk grote vermogens met relatief lage stroomsterkte te voeden. Dit heeft als voordeel dat de bovenleiding van een lichte constructie kan zijn, waardoor het contact tussen de stroomafnemer op de trein en de draad van de bovenleiding beter gegarandeerd kan worden. Dat komt doordat de lichtere constructie minder gevoelig is voor golfbewegingen in de draad.
Op LGV's zijn geen seinen te vinden: de machinist kan dankzij het TVM-beveiligingssysteem het seinbeeld aflezen in de cabine. Bij de nieuwere lijnen wordt het ETCS gebruikt en de oude lijn Parijs Valence wordt ernaar omgebouwd. Langs de spoorlijn zijn regelmatig zijspoortjes waarop bijvoorbeeld werktreinen staan, of locomotieven die defecte TGV's kunnen wegslepen.

## Bestaande LGV's

### LGV Paris Sud-Est – LN 1

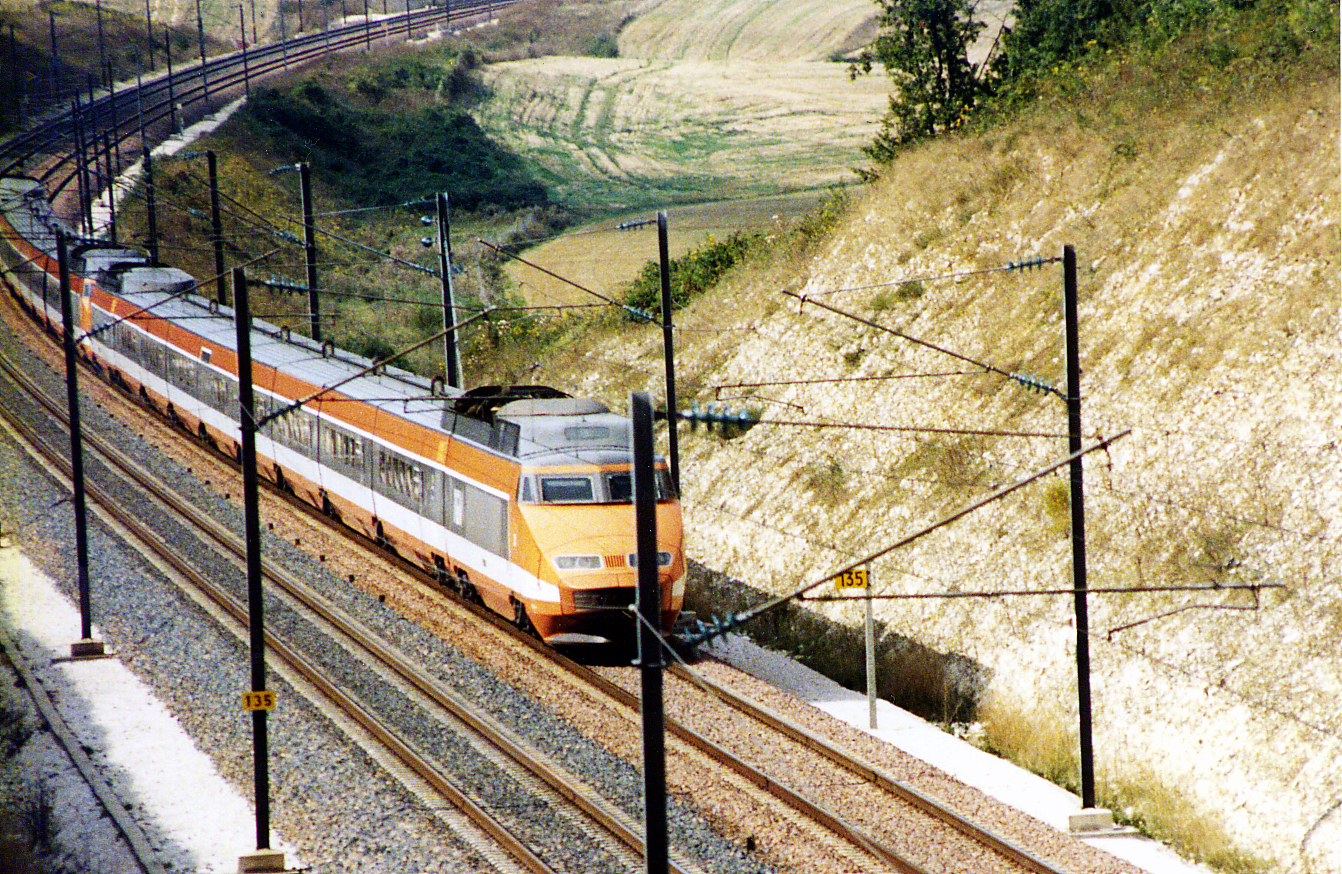
TGV Sud-Est in de oorspronkelijke kleuren

De 409 km lange spoorlijn verbindt Combs-la-Ville ten zuidoosten van Parijs met Sathonay-Camp in het noorden van Lyon. De treinen sporen verder zuidwaarts over de LGV Rhône-Alpes en de LGV Méditerranée. De overheid gaf zijn akkoord voor het hogesnelheidsproject van de SNCF in 1974. De lijn kwam in meerdere secties in gebruik tussen 1981 en 1983. Na een renovatie werd de maximale snelheid verhoogd van 260 naar 300 km/u. Deze lijn is anno 2010 de drukste LGV en heeft capaciteitsproblemen.

### LGV Atlantique – LN 2
De LGV Atlantique is geopend in 1989 en is 282 kilometer lang. Hij loopt van Paris – Bagneux naar Le Mans – Connerré. De omleiding van Le Mans en aantakking op de lijn naar Rennes was wel voorzien, maar is wegbezuinigd. De verlenging tot Rennes werd in 2017 uitgevoerd als LN 10.
In 1990 werd de hoofdtak richting Tours geopend. Op dit gedeelte werd in 1990 het snelheidsrecord (515,3 km/u) gevestigd. De LGV Atlantique is geschikt voor een maximumsnelheid van 300 km/u. De LGV-omleiding van Tours wordt ook gebruikt door goederentreinen die hiermee het drukke knooppunt van Tours ontwijken.

### LGV Nord en LGV Interconnexion Est – LN 3
De LGV Nord bestaat uit twee trajectdelen, een gedeelte tussen Parijs (aansluiting Gonesse) en de Belgische grens waar deze aansluit op de HSL 1 richting Brussel en een gedeelte dat ter hoogte van Rijsel aansluit richting Calais en verder richting de Kanaaltunnel (Engeland). De lijn werd geopend in 1993 en is 333 km lang, over een lengte van 130 km loopt hij parallel aan de A1.
In 1995 werd de lijn uitgebreid met een tak naar de luchthaven Charles de Gaulle en Disneyland Parijs. Deze tak vormt tevens de verbinding met de LGV Sud-Est en wordt LGV Interconnexion Est genoemd. Met de LGV Interconnexion Est is tevens een nieuwe aftakking gebouwd die de LGV dieper in het Parijse stedelijke gebied brengt. Daarmee is de afstand van Paris Gare de Lyon naar de LGV verkort. Zowel de afsnijding naar de LGV Jonction en de bestaande verbinding naar de TGV-lijn functioneren naast elkaar.

### LGV Rhône-Alpes – LN 4
De LGV Rhône-Alpes is geopend in 1994 en is 115 kilometer lang. De lijn verbindt Lyon met Valence (station Valence-Rhône-Alpes-Sud TGV). Het deeltraject Valence – Montanay werd al in 1992 tijdelijk geopend ter behoeve van de Olympische Winterspelen in Albertville. De lijn sluit direct aan op de LGV Sud-Est, ten noorden van Lyon. Aan de LGV is een station bij het vliegveld van Lyon St. Exupery. Direct daarna zijn er aansluitingen van en naar de conventionele lijn Lyon – Grenoble. Ter hoogte van Valence is er een aansluiting naar de conventionele lijn Grenoble – Valence, die vanaf de LGV-aansluiting tot Valence is geëlektrificeerd.
Lyon wenst een goede ontsluiting per openbaar vervoer met haar luchthaven en TGV-station. Uiteindelijk is gekozen voor het sneltramproject "Rhônexpress". Deze sneltram rijdt vanaf het hoofdstation "Gare Part-Dieu" als sneldienst op de tramlijn T3. Voorbij de bestaande tramlijn rijdt de sneltram op zijn eigen tracé tot de luchthaven en het TGV-station.

### LGV Méditerranée – LN 5

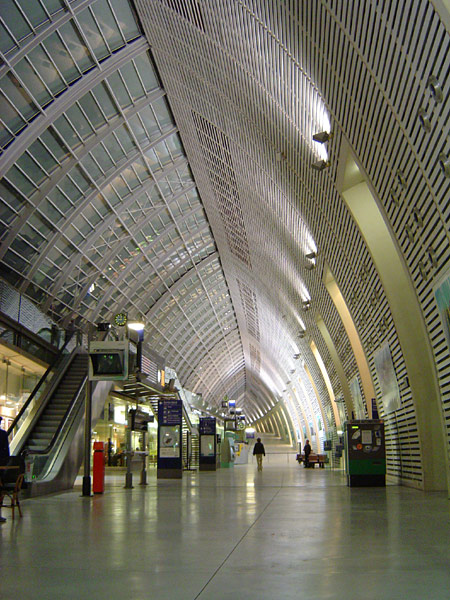
Avignon TGV-station

De LGV Méditerrannée is geopend in 2001 en is 251 kilometer lang. Hij verbindt de LGV Rhône-Alpes met Marseille en Nîmes. De lijn sluit direct aan op de LGV Rhône-Alpes. Vlak na de aansluiting naar Valence van de LGV Rhône-Alpes, kruist de LGV de spoorlijn Grenoble Valence. Hier is het kruisstation Valence TGV gebouwd, die zowel perrons heeft op de LGV als op de regionale Grenoble-Valence-spoorlijn. Hierdoor worden er aansluitingen tussen de regionale treinen en TGV's aangeboden. Ook werd een aansluitend spoor voorzien om TGV's vanuit Annecy, Chambéry en Grenoble de LGV te kunnen laten gebruiken. Dit werd mogelijk na elektrificatie in 2014 van de spoorlijnen Grenoble – Valence en Chambéry – Grenoble, de zogeheten Sillon Alpin.
Er zijn TGV's die op de klassieke spoorlijn, parallel aan de LGV, rijden om Valence, Montélimar, Avignon, Orange en Arles een snelle rechtstreekse verbinding te geven met Parijs via de LGV-aansluiting bij Valence.
Ten westen van Avignon splitst de lijn zich in een tak naar Marseille en Nîmes. Deze aftakking is gebouwd als driehoek zodat directe TGV-diensten van Nîmes naar Marseille van de LGV Mediterannée gebruik kunnen maken. Aan de lijn liggen twee stations: Avignon TGV en Aix-en-Provence TGV. Avignon TGV werd later met een korte aansluiting verbonden met het lokaal spoornet. Een deel van de lijn naar Marseille wordt met 320 km/u bereden. Bij de bouw van hoge bruggen over de Rhône heeft men rekening moeten houden met de lokale mistralwinden en heeft men speciale doorzichtige windschermen geplaatst.
Het oorspronkelijk project voorzag dat de LGV-lijn tot Montpellier zou worden verlengd. Wegens bezuiniging was die verlenging geschrapt. De kustlijn was echter zwaar overbelast. Alle langeafstandstreinen van Marseille naar Toulouse en verder waren getrokken treinen die tot 2017 geen gebruik konden maken van de LGV. Alleen de dagelijkse AVE-trein verbinding Marseille – Barcelona gebruikte de LN 5.
Om dit probleem op te lossen werd een omleidingslijn gebouwd langs Nîmes en Montpellier, hoofdzakelijk voor goederentreinen, maar ook door TGV's. Deze omleidingslijn werd op 10 december 2017 geopend voor vrachtverkeer en op 7 juli 2018 voor het reizigersverkeer. Door deze verlenging zouden meer TGV's van de zuidelijke LGV-as Marseille – Montpellier gebruik kunnen maken.

#### LGV Nîmes Montpellier –(CNM)
Op 28 juni 2012 werd een akkoord gesloten tussen RFF en het consortium OC'VIA voor de bouw en exploitatie voor 25 jaar van deze LGV. De kosten zijn 2,3 miljard euro waarvan 1,5 miljard via een publiek-private samenwerking wordt gefinancierd. De lijn begint bij de aansluiting van de LGV Méditerranée bij Manduel tot Lattes ten zuiden van Montpellier. Deze tachtig kilometer lange lijn is de eerste Franse lijn die ook specifiek voor het goederenvervoer gebouwd werd en heeft een station bij zowel Nîmes als Montpellier. De maximumsnelheid is 220 km/u in plaats van de gebruikelijke 300 km/u bij andere Franse hogesnelheidslijnen.
Er zijn twee nieuwe stations gebouwd: Nîmes-Pont-du-Gard en Montpellier-Sud-de-France. Het TER-station van Manduel is verplaatst naar het kruispunt met de nieuwe lijn waardoor er een aansluiting is tussen de TER en hogesnelheidstreinen. Het station Montpellier-Sud-de-France met acht sporen zal aangesloten worden op het tramnet van Montpellier (verlenging van tramlijn 1) maar is niet bereikbaar voor de TER-treinen. Het verplaatsen van de hogesnelheidstreinen en goederentreinen naar de nieuwe spoorlijn zal ruimte bieden om de TER-treindiensten op de bestaande spoorlijn uit te breiden. De huidige spoorlijn tussen Nîmes en Narbonne is een zeer drukke lijn en deze LGV wordt vooral gebouwd om deze spoorlijn te ontlasten.
De lijn werd op 10 december 2017 geopend voor goederentreinen. Reizigerstreinen konden er wel rijden maar Montpellier was een noodzakelijk stop voor alle doorgaande reizigerstreinen. Op 7 juli 2018 is het nieuwe station geopend voor een beperkt aantal treinen. Er stoppen TGV's (Parijs - Béziers (en terug) en een TGV Quigo van/naar de luchthaven Paris-Charles de Gaulle) en twee Intercités-treinen (per richting) van de verbinding Marseille – Bordeaux. Er is een buspendeldienst naar een dichtbij gelegen tramhalte en er stoppen ook regionale buslijnen.
Met de ingang van de dienstregeling voor 2020 op 15 december 2019 is het nieuwe station Nîmes-Pont-du-Gard aan de LGV geopend. Dit station is gelegen op de kruising met de spoorlijn Tarascon - Nîmes - Montpellier - Sète. De TER-treinen op deze spoorlijn stoppen hier ook, waardoor goede aansluitingen worden geboden met het TER-net en de steden Nîmes en Montpellier met een overstap bereikbaar zijn vanuit de HSL-treinen. Het is niet meer noodzakelijk om veel TGV-treinen in Montpellier-Saint-Roch en Nîmes te laten stoppen. Per richting gaan er ongeveer twaalf TGV's gebruik maken van de CNM die stoppen in Nîmes-Pont-du-Gard en Montpellier-Sud-de-France. De treinen van en naar Barcelona gebruiken de CNM niet evenals de Intercités. Bijzonderheid is dat Nîmes-Pont-du-Gard als eerste nieuwe HSL-station in Frankrijk geen loketten heeft. Alle vervoersbewijzen worden geregeld via internet of bij de automaten. Wel is er ondersteunend personeel dat assistentie bij de automaten geeft.
Ook is er een project om de LGV verder te verlengen (zie LGV Montpellier–Perpignan).

### LGV Est Européenne – LN 6 / LN 8

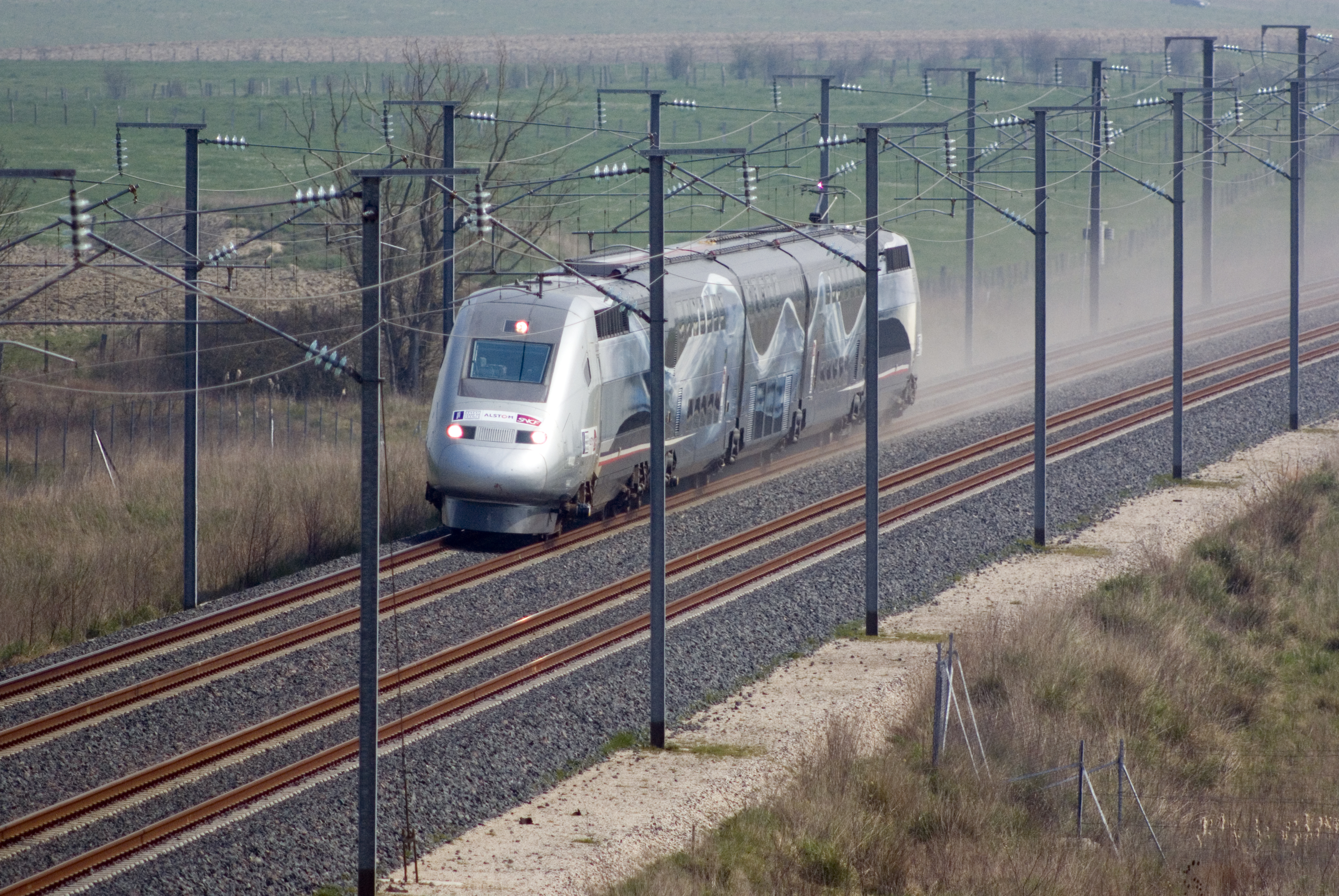
Wereldsnelheidsrecord van 574 km per uur op de LGV Est

De LGV Est begint in de agglomeratie van Parijs en eindigt in Vendenheim bij Straatsburg. De eerste fase van de lijn (tot Beaudrecourt) is vanaf 10 juni 2007 in gebruik (LN 6). In 2016 werd de lijn met ongeveer 100 kilometer verlengd naar Straatsburg (LN 8), waardoor de reistijd naar Straatsburg met nogmaals 30 minuten afnam. De nieuwe lijn heeft drie stations: Champagne-Ardenne TGV bij Reims, Meuse TGV tussen Bar-le-Duc en Verdun en Lorraine TGV aan de A31 tussen Metz en Nancy.
Voor dit laatste station zijn stevige discussies gevoerd en ondertussen is in ruwbouw een voorziening getroffen om een ander station te bouwen bij de kruisende spoorlijn Metz-Nancy. Om de dienstverlening te verbeteren kan een overstap geboden worden op de regionale treinen. Dit kan ertoe leiden dat het 5 kilometer oostelijker gelegen Lorraine TGV, dat alleen per auto bereikbaar is, op termijn gesloopt wordt.
De lijn is een schakel in vele internationale verbindingen; er zijn rechtstreekse TGV-diensten van Parijs naar Luxemburg, Frankfurt, München, Bazel en Zürich.

### LGV Perpignan-Figueras

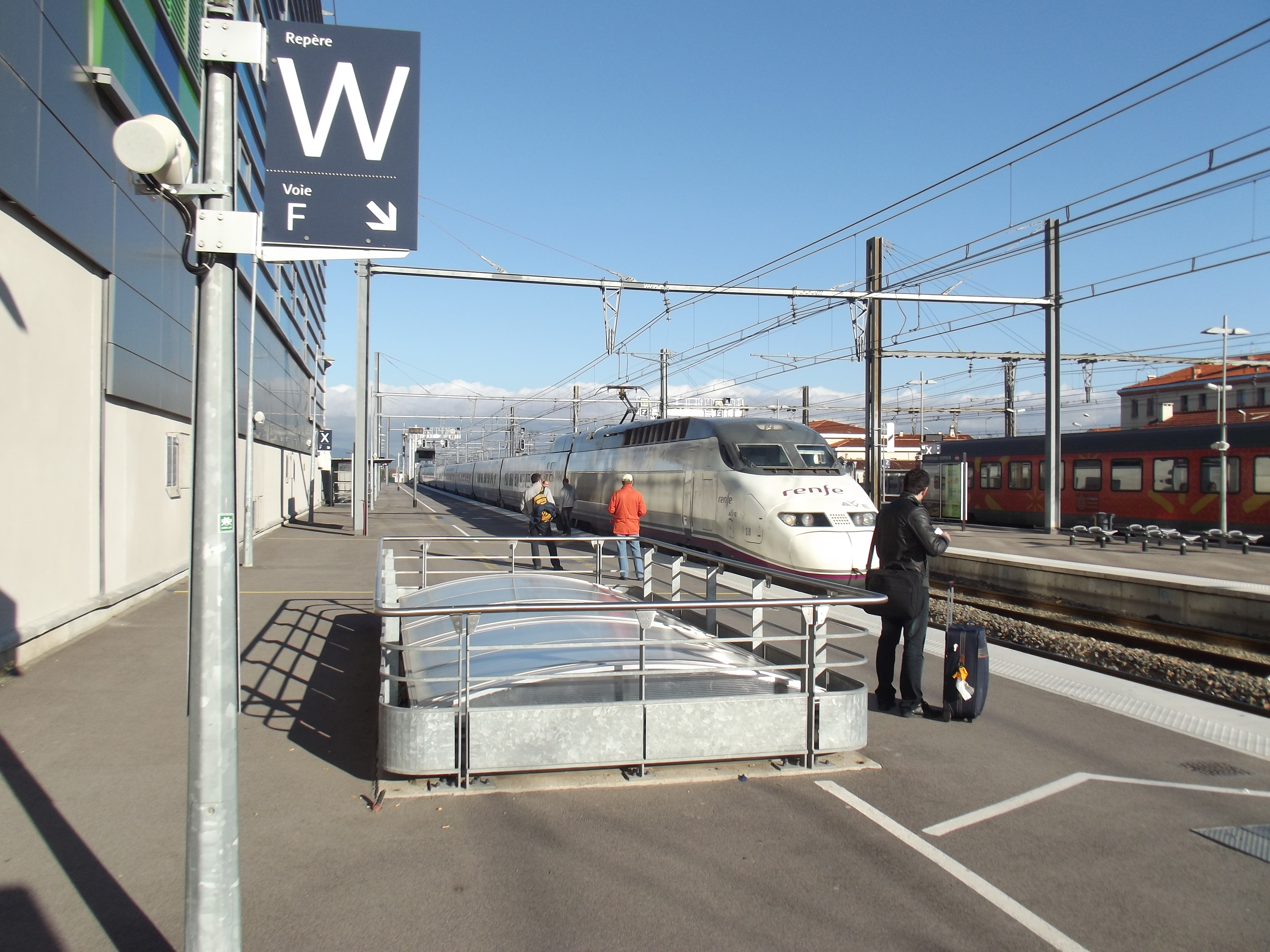
AVE trein Marseille – Madrid in Perpignan, Frankrijk

In 2009 is de LGV tussen Perpignan en Figueras gebouwd. Op 19 december 2010 werd de lijn tot Figueras in gebruik genomen. Door de vertraging bij de afwerking van het station van Figueras en van de bouw van de Spaanse hogesnelheidslijn uit Barcelona eindigde deze LGV-lijn uit Frankrijk van 2009 tot 2010 tegen buffers in de buurt van Figueras. Na de ingebruikname van station Figueras-Vilafant en de aanleg van een aansluitspoor vanuit dit station naar het Spaans breedspoornet konden sinds december 2010 niet enkel twee TGV's per dag doorrijden naar Figueras, maar bestond ook een aansluitende treindienst met Spaanse breedspoortreinen via het aansluitspoor, tot in 2013 ook de Spaans hogesnelheidslijn verder was afgewerkt.
De Spaanse spoorwegen gebruiken een afwijkende spoorwijdte. Dit veroorzaakt een noodzakelijke vertraging aan de grens voor een overstap of een technische aanpassing aan de trein. De LGV naar Barcelona is op basis van de Europese spoorwijdte (normaalspoor) aangelegd, net zoals de overige Spaanse hogesnelheidslijn(en). Zo hoeft er niet omgespoord te worden. Dit maakt directe en snelle verbindingen vanuit de rest van Europa met Spanje mogelijk. De lijn wordt ook voor goederentreinen naar Barcelona gebruikt. In de toekomst zullen goederentreinen tot ver in Spanje kunnen doordringen, zonder dat de treinen omgespoord moeten worden naar breedspoor.
Het omleidingsproject voor Nîmes-Montpellier werd afgewerkt in 2017. Deze lijn zal door TGV's en goederentreinen gebruikt worden en heeft een maximumsnelheid van 220 km/u hebben.

### LGV Rhin-Rhône – LN 7

LGV Rhin-Rhône

De LGV Rhin-Rhône wordt in totaal 340 kilometer lang en bestaat uit drie takken die Lyon, Dijon en Mulhouse met elkaar verbinden. De eerste fase van de oostelijke tak, van Villers-les-Pots (ten zuidoosten van Dijon) naar Petit-Croix (voorbij Belfort), is op 11 december 2011 geopend. De tweede fase van de oostelijke tak omvat een verlenging in oostelijke richting met 35 kilometer tot Mulhouse, en met 15 kilometer in westelijke richting tot Dijon. De aanleg van de zuidelijke en westelijke takken van de LGV is nog in studie. Er wordt niet verwacht dat de westelijke of zuidelijke tak voor 2030 uitgevoerd zullen worden.
De TGV's naar Mulhouse en Zwitserland gebruiken deze LGV en de LGV Sud-Est, omdat de reistijd aanzienlijk korter is dan via de LGV Est. In 2012 is in de buurt van Mulhouse een aansluitboog gebouwd waardoor treinen van en naar Straatsburg niet hoeven te stoppen in Mulhouse. Rechtstreekse TGV's tussen Straatsburg en Zuid-Frankrijk levert dat een tijdwinst van 15 minuten op.
In 2012 werd een dagelijkse internationale TGV-verbinding Marseille – Frankfurt gecreëerd die zowel de LGV Rhin-Rhône als de LGV Rhône-Alpes en de LGV Méditerranée gebruikt. De TGV rijdt over de voor 220 km/u geschikte spoorlijn Mulhouse – Straatsburg.
Op 12 december 2012 is de internationale spoorlijn Mulhouse – Müllheim heropend voor reizigerstreinen. Naast regionale TER-treinen rijdt vanaf augustus 2013 een dagelijkse Parijs-Freiburg-TGV over de LGV Rhin-Rhône en deze heropende spoorlijn.

### LGV Sud Europe Atlantique – LN 9
De LGV Sud Europe Atlantique verlengt sinds 2017 de LGV Atlantique naar het zuiden. Het nieuwe deel van de LN2 is 302 kilometer lang en loopt van Tours via Poitiers en Angoulême naar Bordeaux. Tussen Angoulême en Bordeaux volgt de LGV een kortere route dan de gewone spoorlijn via Libourne. Deze LGV beschikt over zeven aansluitingen met het huidig spoornet, waardoor huidige stations langs de huidige lijn gebruikt kunnen worden en geen nieuwe stations nodig zijn. Op de bouw van de LGV vooruitlopend was de brug over de Garonne bij Bordeaux al in 2009 viersporig gemaakt, waardoor daar al een flessenhals weggewerkt werd.
De bouw van de LGV is begonnen in 2012 en de lijn werd in dienst genomen op 2 juli 2017. Door een panne met een gewone intercity tussen Bordeaux en Toulouse kwam de eerste TGV op de lijn met vijf uur vertraging aan. De lijn werd in maart 2017 al ingehuldigd door president François Hollande. Deze LGV is de eerste in Frankrijk die gedeeltelijk gefinancierd wordt door een publiek-private samenwerking.

### LGV Bretagne-Pays de la Loire – LN 10
De LN10 werd op 2 juli 2017 volledig in gebruik genomen. De bouw startte van deze nieuwe lijn startte in 2012. Het gaat om een 182 km lange aftakking van de LGV Atlantique (LN2) naar Rennes. Bij Sablé-sur-Sarthe is er een aftakking naar het zuiden die aansluit op de hoofdspoorlijn naar Angers en Nantes. Deze aftakking bevat een hoek om boog zodat sommige TER-treinen, met een maximumsnelheid 200 km/u, van Angers tot Laval over de hogesnelheidslijn kunnen rijden. Voor TGV-treinen is de maximale snelheid 350 km/u. De stad Laval heeft aansluitingen op de hogesnelheidslijn in beide richtingen.

## In aanbouw

### LGV Lyon – Turijn
Tussen Lyon en Turijn zou er een LGV worden gebouwd. Deze lijn wordt zo'n 251 kilometer lang en krijgt meerdere tunnels, waarvan de langste, de Mont d'Ambinbasistunnel, 57 km is. Deze verbinding zal een sneller alternatief zijn voor de huidige, steilere Mauriennelijn via Modane en de Mont-Cenistunnel. Er zijn proefboringen geweest (later toegangstunnels bij het bouwen van de tunnel en na de ingebruikname nooduitgangen). De aanleg van de LGV tussen Lyon en Turijn op het Franse gedeelte leek op de zeer lange baan geschoven te zijn. De grondreservering voor het project was in stilte op 19 juli 2013 opgeheven, met als reden dat de realiseringstermijn te ver in de toekomst ligt. Ondertussen is het Franse spoorgoederenverkeer in handen van de Franse staatsspoorwegen flink ingekrompen. Aan de Italiaanse zijde zijn er werkzaamheden aan het toegangsspoorlijn naar de internationale tunnel geweest. De hogesnelheidslijn tussen Turijn en Milaan/Bologna en verder is ondertussen gereed.
In juli 2016 werd er effectief gestart met het boren van de nieuwe tunnel langs Franse zijde. In januari 2017 werd het Frans-Italiaanse verdrag dat de bouw van de tunnel beslist geratificeerd. De ingebruikname van de lijn wordt verwacht tussen 2030 en 2050.

## Gepland
Verder is er een lange lijst van LGV-projecten, die onmogelijk allemaal uitgevoerd kunnen worden, gezien de beperkte financiële mogelijkheden van de Franse overheid. De nieuwe LGV-projecten eisen steeds meer overheidssubsidie om het vereiste 8% financieel rendement te halen. Aanvankelijk was er in Frankrijk het streven om met maximaal twee LGV-projecten tegelijk bezig te zijn. Voor meer LGV-projecten was er sowieso niet genoeg capaciteit bij de in spoorbouw gespecialiseerde bedrijven.

### Gepland voor 2030
- Hogesnelheidslijn Bordeaux - Toulouse
- Bordeaux - Dax, aftakking van de lijn naar Toulouse
- Tweede fase van de oostelijke tak van de LGV Rhin-Rhône
- Hogesnelheidslijn Montpellier - Perpignan

### Gepland na 2030
- Dax – Irun (Spaanse grens)
- LN PACA: Marseille – Toulon – Nice
- Poitiers – Limoges
- Westelijke en zuidelijke tak van de LGV Rhin-Rhône